# Colleville-Montgomery
Colleville-Montgomery är en kommun i departementet Calvados i regionen Normandie i norra Frankrike. Kommunen ligger i kantonen Ouistreham som ligger i arrondissementet Caen. År 2022 hade Colleville-Montgomery 2 529 invånare.

## Befolkningsutveckling
Antalet invånare i kommunen Colleville-Montgomery
Referens: INSEE